# Back to Stay
Back to Stay ist ein Jazzalbum des Ralph Peterson Fo’tet. Die am 5. Mai und 6. Juni 1999 in den RPM Studios, New York City, entstandenen Aufnahmen erschienen 1999 auf dem Label Sirocco Jazz.

## Hintergrund
Back to Stay war Ralph Petersons neunte Aufnahme als Bandleader, seine erste für Sirocco Jazz und seine fünfte mit seinem Fo’tet, bei der der ehemalige Out of The Blue-Bandkollege Ralph Bowen am Sopransaxophon (der Steve Wilson ersetzte), sowie dem Vibraphonisten Bryan Carrott und dem Bassisten Beldon Bullock. Die Band spielte sieben Eigenkompositionen der Gruppenmitglieder und drei Jazzklassiker, Miles’ Mode von John Coltrane, Soul Eyes von Mal Waldron und Is That So von Duke Pearson. Back to Stay war auch das erste Mal, dass Peterson auf einem Fo’tet-Album Trompete spiele, einst sein Hauptinstrument; er trut ein Solo zu Soul Eyes bei. Der Tenorsaxophonist Michael Brecker gastierte bei Soul Eyes und steuerte außerdem ein Solo auf dem Titeltrack bei, das auf einem 7/4-Bass-Vamp basiert.

## Titelliste
- Ralph Peterson Jr and the Fo’tet: Back to Stay (Sirocco Jazz Limited SJL 1006)[2]
  1. Back to Stay, 5:43
  2. From Within, 4:00
  3. Apple's Eye, 9:53
  4. Did You Notice (Ralph Bowen), 4:25
  5. Miles’ Mode (John Coltrane), 5:02
  6. Surrender, 5:59
  7. Soul Eyes (Mal Waldron), 9:07
  8. Is That So (Duke Pearson), 6:03
  9. Inner Evolution, 3:54
  10. Hidden Treasures (Brian Carrott), 5:18
- Sofern nicht anders angegeben, stammen alle Kompositionen von  Ralph Peterson.

## Rezeption
Greg Turner verlieh dem Album in AllMusic vier Sterne und schrieb, Petersons aggressives Schlagzeugspiel, bestehend aus seinem treibenden Beckenschlag, gut platzierten Snare- und Tomtom-Akzenten und kraftvollen Becken-Crashs, sei immer eine Freude zu hören und er klinge besser als je zuvor. Back to Stay sei eine willkommene Rückkehr zu Aufnahmen [unter eigenem Namen] für Peterson und eine der besten Veröffentlichungen des Jahres 1999.
Richard Cook und Brian Morton haben dem Album in ihrem Penguin Guide to Jazz die zweithöchste Bewertung von drei Sternen verliehen; dies sei eine Neuauflage der Band, aber die Energie des Bandleaders bleibe ungebrochen, die Melodien seien voller Details, und Carrott, mittlerweile fast genauso wichtig für diese Gruppe wie Peterson, verbinde solistische und Ensemblerollen mit unaufdringlichem Elan. Die Instrumentierung bietet weiterhin eine auffallend andere Klangpalette, und die Herangehensweise an Repertoirestücke wie Soul Eyes und Miles’ Mode sei ähnlich unklischeehaft so das Resümée der Autoren.